# Vittorio Amedeo Giuseppe Seyssel marchese d'Aix
Vittorio Amedeo Giuseppe de Seyssel marchese di Sommariva del Bosco e marchese di Aix (Torino, 3 gennaio 1747 – Torino, 5 gennaio 1819) è stato un generale italiano, che fu insignito da re Vittorio Emanuele I del Collare dell'Ordine supremo della Santissima Annunziata.

## Biografia
Nacque a Torino il 3 gennaio 1747, figlio di Giuseppe Enrico e Teresa Ponte. Nel 1790 prestava servizio come colonnello nella guardie del corpo. Il 14 febbraio 1796, in servizio come colonnello di cavalleria e tenente nella 3ª Compagnia delle Guardie del Corpo, venne promosso brigadiere di cavalleria. All'atto delle restaurazione nel 1814 fu richiamato in servizio presso l'Armata Sarda. Insignito della Croce di Cavaliere dell'Ordine dei Santi Maurizio e Lazzaro, il 7 gennaio 1815 fu nominato capitano della 2ª Compagnia delle Guardie del Corpo di S. M. fu promosso tenente generale di cavalleria. Il 2 novembre 1815 re Vittorio Emanuele I di Savoia lo insignì del Collare dell'Ordine della Santissima Annunziata. Colonnello onorario comandante del Reggimento Savoia Cavalleria dal 1º novembre 1816, fu capo della nobiltà in Savoia. Si spense in carrozza a Torino il 5 gennaio 1819.

### Fonti
1. 1 2 3 4 5 6  Ilari, Shamà 2008, p. 471.
2. 1 2 3  Lo Faso di Serradifalco 2016, p. 415.